# Barbara Kolanka
Barbara Kolanka, Barbara Kołówna herbu Junosza (ur. koniec XV w., może w 1480; zm. 1550) – córka wojewody podolskiego Pawła Koły z Dalejowa z Dalejowa i Żółtanic (1450–1509) oraz Brunety z Chodczy (1458–1550). Od 1515 żona Jerzego Radziwiłła. Matka m.in. królowej Polski Barbary Radziwiłłówny. 

## Życiorys
Była spokrewniona z królową Elżbietą Granowską. Jej ojciec był szambelanem (od 1490) i kasztelanem halickim, w 1502 awansował na wojewodę podolskiego. Miała trzech starszych braci, z których jeden, Jan Koła, został hetmanem wielkim koronnym.
Mieszkała w Wilnie.
Słynęła z urody oraz kontrowersyjnego stylu życia, będącego źródłem napiętnowania, plotek i paszkwili, rozpowszechnianych przez niechętnych wyniesieniu jej rodu magnatów litewskich. 
Dzieci:
- Mikołaj Radziwiłł Rudy,
- Anna Elżbieta Radziwiłłówna,
- Barbara Radziwiłłówna[2][3].